# Ljubav živi
Ljubav živi è il quattordicesimo album in studio della cantante serba Ceca. Il disco è stato pubblicato nel 2011.

## Tracce
1. Rasulo
2. Hajde
3. Šteta za mene
4. Igračka samoće
5. Ona
6. Nije mi dobro
7. Hvata me
8. Sve što imam i nemam
9. Ljubav živi